# Maren Mjelde
Maren Mjelde (Bergen, 1989. november 6. –) norvég női válogatott labdarúgó. A Chelsea védője.

## Pályafutása

### A válogatottban
A korosztályos válogatottakban 2004 és 2007 között szerepelt. Első felnőtt válogatott mérkőzésén Oroszország ellen Ane Stangeland Horpestad cseréjeként lépett pályára a mérkőzés 78. percében 2007. október 27-én.

## Sikerei

### Klubcsapatokban
Angol bajnok (5):
- Chelsea (5): 2017–18, 2019–20, 2020–21, 2021–22, 2022–23

 Angol kupagyőztes (4):
- Chelsea (4): 2018, 2021, 2022, 2023

 Angol szuperkupa (1):
- Chelsea (1): 2020

 Angol ligakupa győztes (2):
- Chelsea (2): 2020, 2021

 Német bajnoki ezüstérmes (1):
- Turbine Potsdam (1): 2012–13

### A válogatottban
Norvégia
- Európa-bajnoki ezüstérmes: 2013
- Algarve-kupa győztes: 2019
- Algarve-kupa bronzérmes: 2013, 2020